# Batalla de Falero
La batalla de Falero (a veces batalla de Analatos) fue una batalla de la guerra de Independencia de Grecia que tuvo lugar el 6 de mayo de 1827  en Falero como parte de la batalla por Atenas. La iniciativa de la batalla correspondió a las fuerzas griegas comandadas por los filohelenos contratados por el Estado griego, Richard Church y Thomas Cochrane, con el objetivo de obligar a las tropas otomanas de Mehmet Reshid Pashá(conocido como Kütaşı) a levantar el asedio que estaban imponiendo a las tropas griegas refugiadas en la Acrópolis de Atenas. Aunque la ciudad en sí carecía de importancia política, su fortaleza, la Acrópolis, era una cuestión estratégica. Sin embargo, Thomas Cochrane y Georgios Karaiskakis estuvieron enfrentados hasta la muerte de este último sobre la táctica a adoptar.
Los griegos, que habían establecido una cabeza de puente en El Pireo, dividieron sus tropas en dos columnas, una atacando desde El Pireo y la otra desde Falero, adonde fue transportada por los barcos de Cochrane en la noche del 5 al 6 de mayo. La operación de desembarco fue un desastre. La falta de coordinación dejó a las tropas vulnerables en la mañana del 6 de mayo: la vanguardia llegó a Atenas cuando el desembarco aún estaba en curso. Los griegos fueron empujados hacia atrás por la caballería otomana y sufrieron grandes pérdidas, principalmente cuando intentaron huir hacia el mar bajo el fuego otomano.

## Antecedentes

### Guerra de Independencia de Grecia

El juramento en Aghia Lavra.
Este cuadro de Theodoros P. Vryzakis (1865) conmemora el levantamiento del 25 de marzo de 1821. Óleo sobre lienzo, Galería Nacional de Arte y Museo Alexandros Soutzos, Atenas.

La batalla de Falero tuvo lugar en el contexto de la guerra de Independencia de Grecia contra la Grecia otomana. Los principales enfrentamientos tuvieron lugar en el Peloponeso, en el Epiro y en los alrededores de Atenas.
En 1821, los griegos se sublevaron contra la Grecia otomana. Al principio obtuvieron numerosas victorias y proclamaron su independencia en enero de 1822}, pero las victorias griegas duraron poco, entre otras cosas porque los insurgentes pronto se vieron divididos entre facciones rivales en dos guerras civiles. La sultán Mahmud II había pedido ayuda a su vasallo egipcio Mehemet Ali quien, en 1824, envió a su hijo Ibrahim Pasha a Grecia con una flota de primero de 8000 y luego 25 000 hombres. La intervención de Ibrahim fue decisiva: el Peloponeso fue reconquistado en 1825 y el cerrojo de Missolonghi cayó en 1826.

### Asedios de Atenas

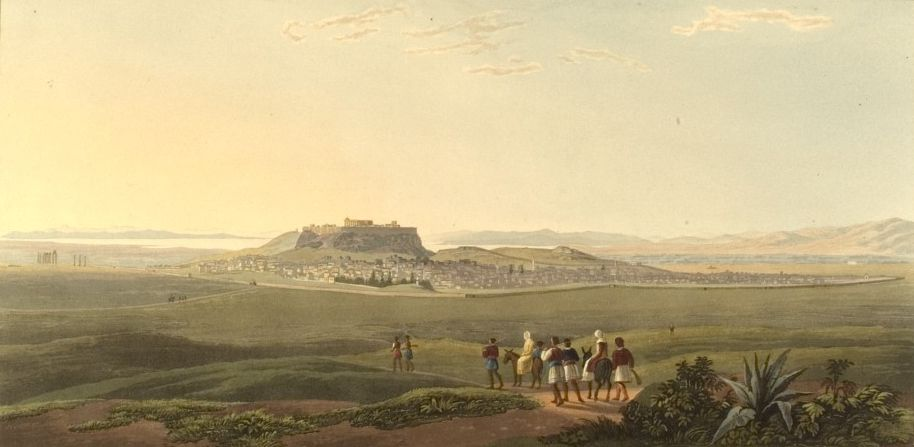
Atenas en 1821.

Atenas era a principios del siglo XIX una pequeña ciudad sin otra importancia que la local. Sin embargo, su fortaleza, instalada en la Acrópolis de Atenas, controlaba la llanura del Ática, lo que la convertía en un punto de interés en el conflicto. Cuando los insurgentes griegos tomaron Atenas el 25 de abril de 1821}}, la guarnición otomana y la población musulmana se refugiaron en la fortaleza de la Acrópolis. Comenzó entonces un primer asedio. El asedio fue interrumpido por la llegada de una columna de socorro comandada por Omer Vryonis el 9 de julio de 1821 pero este ejército otomano abandonó el Ática en otoño y el siguiente 4 de noviembre, mil griegos comandados por Ktenas restablecieron el asedio. Los mil defensores finalmente se rindieron el 10 de junio de 1822.
Tras un periodo de anarquía, la fortaleza y la región fueron ocupadas por Odysséas Androutsos y su lugarteniente Yannis Gouras, que la convirtieron en su base principal. Se llevaron a cabo obras de fortificación adicionales, en particular para proteger uno de los dos únicos puntos de agua de la Acrópolis, la fuente Clepsidra, recientemente redescubierto (el otro punto de agua era un pozo situado en el recinto inferior, conocido como Serpentze, construido sobre el Odeón de Herodes Ático y el Pórtico de Eumenes). La ciudad no sufrió otro asedio hasta 1826, cuando el ejército de Dramali Pasha, que había invadido la región en el verano de 1822, se dirigió hacia el Peloponeso sin detenerse.
Después de capturar con éxito el Mesolongi en abril de 1826 y reconquistar Grecia central, Mehmet Reshid Pashá se dirigió hacia Atenas, donde llegó a principios de julio con 10,000 efectivos de infantería y veintiséis cañones. El asalto tuvo lugar el 3 de agosto: 5000 soldados otomanos tomaron la ciudad y obligaron a los 800 defensores griegos a refugiarse en la Acrópolis. El 1 de octubre, el comandante de la guarnición griega de la Acrópolis, Yannis Gouras, fue asesinado por fuego turco.

## Batalla

### Alivio para los asediados
El 12 de octubre de 1826, una columna de relevo de 450 hombres comandada por Nikolaos Kriezotis logró entrar en la fortaleza para reforzar a los defensores, después de varios fracasos. El 29 de noviembre, una nueva columna de 480 soldados regulares liderada por Charles Fabvier, que incluía a unos cuarenta filohelenos, entró a su vez en la Acrópolis con provisiones y pólvora para un mes

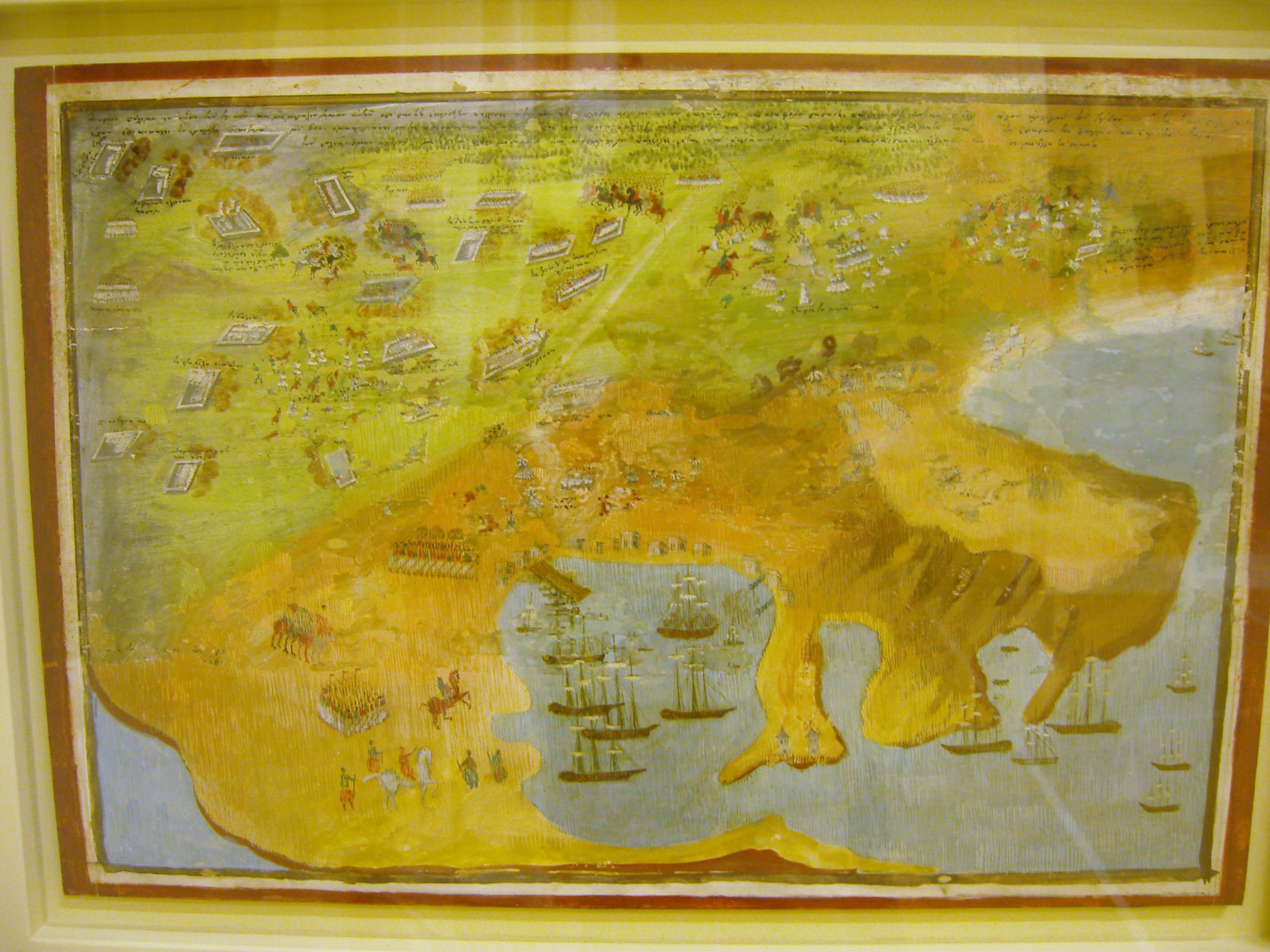
Combates en torno al Pireo, por Zografos y Makriyannis.

El objetivo entonces no era solo romper el bloqueo, sino también obligar a los otomanos a levantar el asedio y abandonar el Ática. Se decidió atacar desde dos puntos: desde el oeste del Ática y mediante un desembarco en El Pireo. El 24 de enero de 1827, una fuerza de 2000 griegos comandada por el filoheleno Thomas Gordon y por Ioannis Notaras, Dimitrios Kallergis y Yannis Makriyannis Frank Abney Hastings desembarcó en El Pireo, bajo la protección de la escuadra de Frank Abney Hastings, incluyendo la Kartería, y logró establecer y fortificar una cabeza de puente en la colina de Kastella, situada entre el puerto principal y la bahía de Falero. Al día siguiente, el ataque de Notaras al monasterio fortificado de San Espiridón, ocupado por 200 otomanos, fracasó. El monasterio controlaba el camino hacia Atenas. El 26 de enero, Mehmet Reshid Pashá logró reforzar la guarnición de San Espiridón. Al día siguiente, las tropas otomanas lograron expulsar a la segunda división griega estacionada en Kamateró, al noroeste de Atenas; Después de este éxito, Kioutachis intentó desalojar a los griegos de Kastella, pero sus repetidos ataques a finales de enero fracasaron. A principios de febrero, después de haber roto con éxito el asedio de Dístomo y reconquistado la mayor parte de Grecia central, Yeoryios Karaiskakis se dirigió hacia el Ática, donde llegó en marzo. Estableció un campamento el 14 de marzo en Keratsini, al oeste del Pireo, separado del otro campamento griego en Kastella por posiciones otomanas.. Su campamento fue atacado por las tropas otomanas al día siguiente, pero resistió.
El 21 de marzo, la caballería de Karaïskákis se enfrentó a los otomanos, sin que ninguno de los dos bandos triunfara cerca del monasterio de Dafni.

### Comandantes en jefe filohelenos

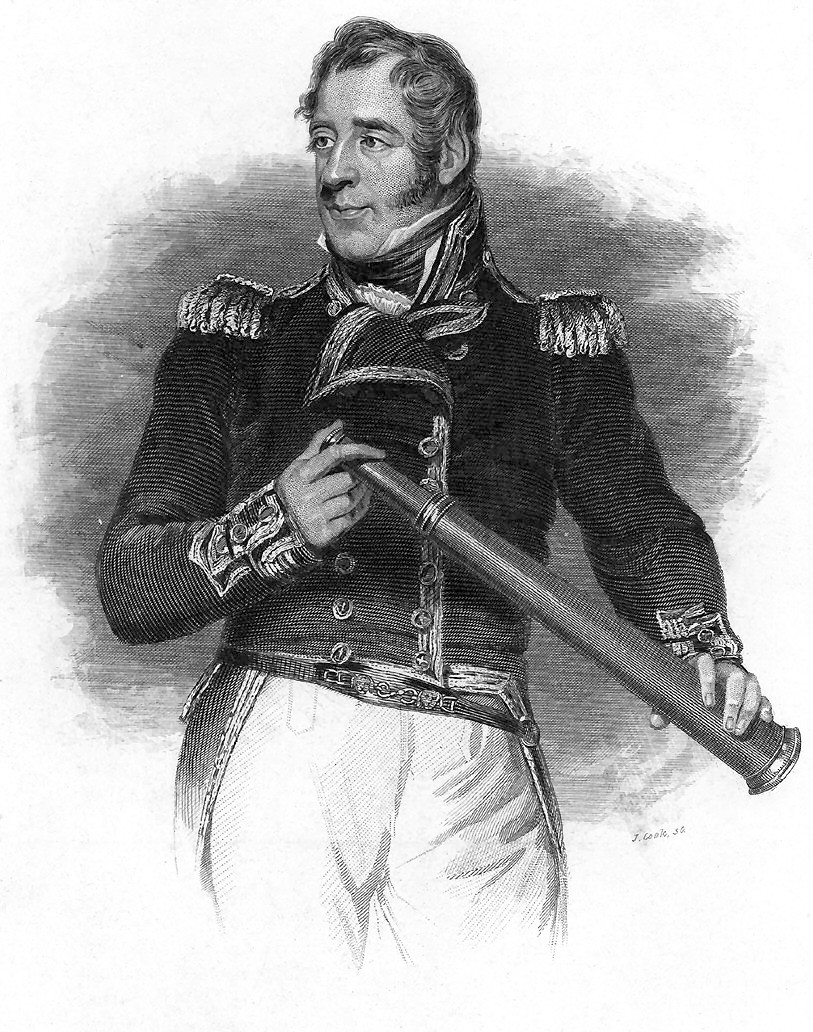
Thomas Cochrane, conde de Dundonald

En abril de 1827, Thomas Cochrane fue nombrado oficialmente comandante en jefe de la flota griega por la Tercera Asamblea Nacional de Trezene, mientras que Richard Church pasó a ser comandante en jefe de las fuerzas terrestres. Nada más llegar a suelo griego, Thomas Cochrane pronunció un lírico discurso en el que anunció que estaba deseando cenar en la Acrópolis de Atenas. Levantó un estandarte que había preparado, con el búho de Atenea sobre fondo azul y blanco. Prometió una recompensa de 1000 dólares a la primera persona que hiciera ondear esta bandera sobre la Acrópolis. También prometió izar la bandera griega sobre Santa Sofía muy pronto y así liberar Constantinopla.

Campamento de Karaiskakis en Kastella, de Theodoros P. Vryzakis. A lo lejos, de derecha a izquierda, las colinas de Filopapos, la Acrópolis y Licabeto.

El 13 de abril, un ataque combinado de tropas griegas de Keratsini y Muniquia, y un desembarco de spetsiotas, lograron apoderarse de los alrededores del monasterio de San Espiridón, en el que se encerró una guarnición albanesa, lo que permitió a los dos bandos griegos unir sus fuerzas y abrir el camino hacia Atenas. Thomas Cochrane relata en sus Memorias que participó en esta acción, cargando contra una salida otomana armado sólo con su catalejo y provocando así un contraataque griego. Esta habría sido su primera acción en Grecia. Para Cochrane, el siguiente paso era atacar a las tropas otomanas que sitiaban Atenas, pero Karaiskakis se negaba a ir más lejos mientras el monasterio siguiera en manos enemigas. Por ello, Cochrane se mostró partidario de asaltar el monasterio, mientras que los griegos preferían una rendición negociada. Las hostilidades se reanudaron en los días siguientes: el monasterio fue bombardeado desde el puerto por el buque insignia griego, la fragata Hellas (al mando de Andreas Miaoulis) y desde las baterías de Kastella, pero los albaneses resistieron en sus ruinas. Sin embargo, una treintena de soldados cristianos de Himarë aprovecharon la situación para unirse al bando griego.
Privada de suministros, la guarnición finalmente capituló unos días después, ganando la oportunidad de unirse al cuerpo principal de las fuerzas otomanas con sus armas. A pesar de las precauciones de Karaiskakis, que se colocó en medio de su columna, una disputa entre los soldados otomanos y los griegos que los rodeaban degeneró y 200 otomanos fueron masacrados; Esta nueva violación del tratado por parte de los griegos, conmocionó a los filohelenos presentes.

### Tácticas divergentes

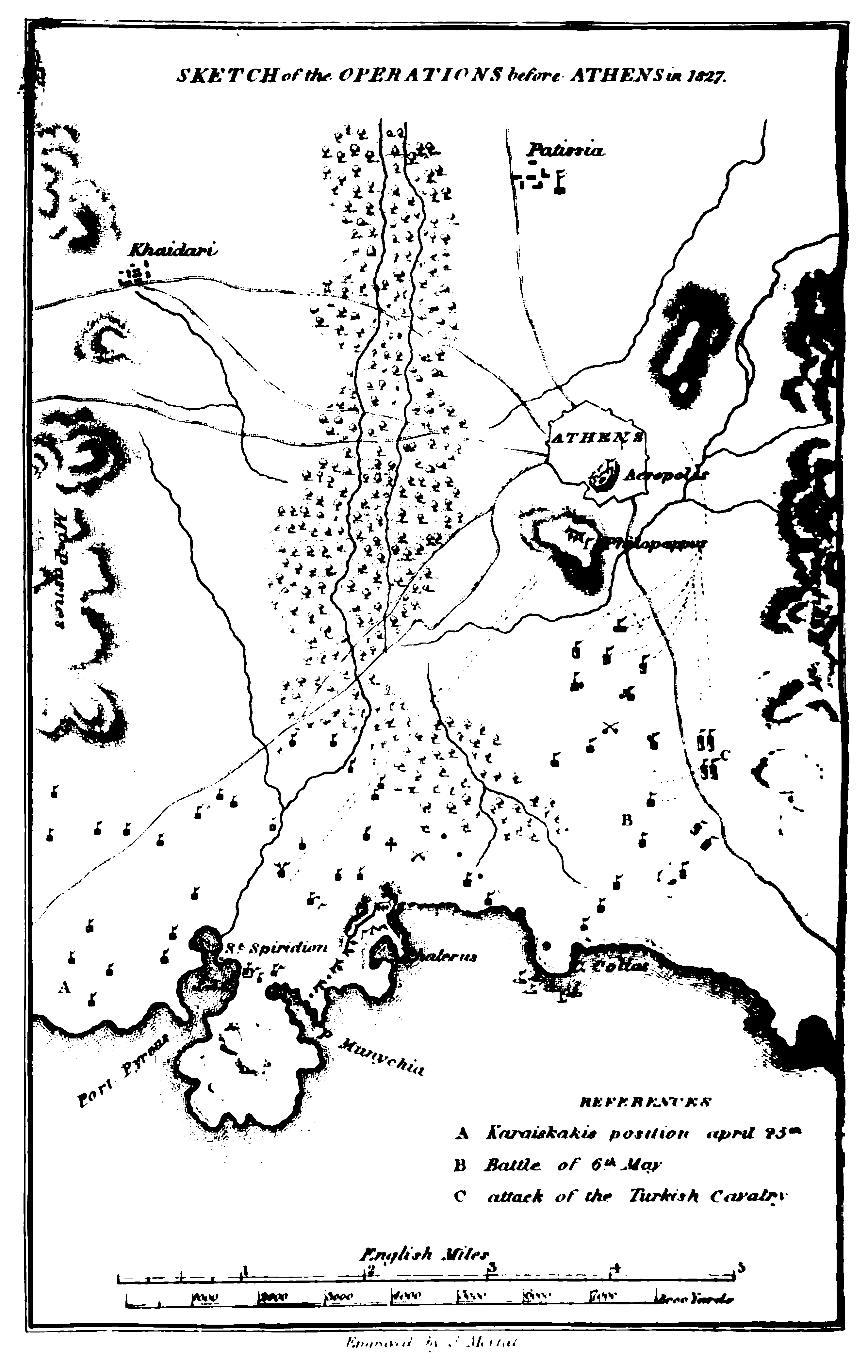
Plano de la batalla, por Gordon.

Thomas Cochrane exigió a su llegada que las fuerzas griegas marcharan directamente sobre la Acrópolis, separada de la cabeza de puente del Pireo por un campo abierto y un vasto olivar; Se justifica en sus "Memorias" afirmando que la guarnición de la Acrópolis afirmaba estar a punto de capitular, por falta de provisiones. Por lo tanto, quería tomar el monasterio de San Espiridón por la fuerza, mientras que Gordon y Karaiskakis sugirieron negociar. Cuando el monasterio fue sitiado, Cochrane comenzó a pedir nuevamente un ataque frontal del tipo que había llevado a cabo durante las Guerras de Independencia de América del Sur: un desembarco nocturno de una fuerza que aprovecharía la oscuridad para alcanzar las colinas bajas detrás del Templo de Zeus Olímpico. Desde esta posición fortificada, creía, sería posible rescatar la guarnición de la Acrópolis. Llegó incluso a acusar a los griegos de cobardía y puso su dimisión en la balanza.
Esta estrategia se oponía a la generalmente seguida por los irregulares griegos, consistente en una guerra de posiciones utilizando trincheras improvisadas (tambouria) para obligar al enemigo a atacar cortando sus comunicaciones y suministros, y evitando enfrentamientos en terreno abierto o con cuchillo. Por lo tanto, Karaiskakis se opuso al plan de Cochrane, argumentando que las tropas estarían a merced de la caballería otomana en la llanura entre el mar y la Acrópolis. Cochrane, con su reputación y experiencia, insistió: “Donde yo mando, toda otra autoridad cesa”. Siguió pidiendo tropas a Church.
Cochrane tuvo que ceder. Parte de las tropas (2500 a 3000 hombres, dependiendo de la fuente, toda infantería, incluyendo unos 250 soldados regulares y tropas irregulares, así como filohelenos) serían transportadas desde El Pireo a la bahía de Falero, mientras que el grueso de las tropas permanecerían en apoyo en el flanco occidental de la columna que marcharía sobre Atenas. Sin embargo, Karaiskakis siguió cuestionando este plan. Su muerte (recibió un disparo en el estómago el 3 de mayo y falleció al día siguiente) puso fin a toda oposición.

### Desembarco y derrota
En la noche del 5 al 6 de mayo de 1827, las tropas, transportadas en barcos, cruzaron la bahía de Falero y desembarcaron a medianoche (o a plena luz del día, según la fuente) cerca del cabo Kolias, en el extremo oriental de la bahía, en un lugar llamado "les Trois Tours". El desembarco salió mal. Con Church y Cochrane permaneciendo a bordo de los barcos, las tropas carecían de un mando unificado: los distintos "capitanes" y sus hombres actuaron sin coordinación. El ejército se dispersó a lo largo de casi seis kilómetros; los primeros ya estaban al alcance de los cañones de Atenas, mientras que los últimos todavía estaban en la playa; Sin equipo, los griegos construyeron trincheras improvisadas como pudieron en una pequeña cadena de colinas donde se encontraban, cavando el suelo con sus armas. Las tropas otomanas se concentraron al pie de la colina de Filopapos.
Al amanecer, la caballería de Mehmet Reshid Pashá rodeó por su derecha la vanguardia de los griegos, compuesta por soldados regulares, filohelenos, cretenses y souliotas, luego atacó el reducto que ocupaba. Tras repeler varios asaltos, la vanguardia cedió y fue masacrada en el lugar, mientras que la mayoría de los soldados que iban detrás huyeron al inicio de los combates o tras la captura de sus fuertes. El ejército principal, comandado por Tzavellas, que debía avanzar desde El Pireo al oeste de Atenas para apoyar el desembarco creando una distracción, no se movió por razones poco claras. Una parte también huyó al istmo de Corinto.
En la playa de Falero, cuando aparecieron los fugitivos, seguidos de la caballería enemiga, el pánico se apoderó de las tropas. Perseguidos por el mar, los griegos volvieron a embarcarse confundidos; algunos de ellos se ahogaron al intentar alcanzar los barcos que no pudieron acercarse debido al intenso fuego otomano. Los comandantes británicos que acababan de desembarcar se vieron envueltos en la algarabía general y apenas lograron regresar a sus barcos. Afortunadamente para los griegos, los otomanos no aprovecharon su ventaja y regresaron a Atenas bastante rápido para celebrar su victoria.
Las posiciones griegas alrededor del Pireo, tras ser abandonadas, fueron ocupadas temporalmente por la tarde por pequeños contingentes otomanos, que entraron en el convento de San Espiridón e intentaron, al anochecer, asaltar la colina fortificada de Kastella donde se encontraba el campamento griego. El ataque no se sostuvo y finalmente fueron repelidos por las tropas griegas que permanecieron allí. Según Makriyannis, los supervivientes del ataque participaron en la reconquista de las posiciones griegas en El Pireo inmediatamente después de su evacuación.

## Evaluación y consecuencias
Según Gordon, esta derrota fue la más sangrienta y desastrosa del conflicto para los griegos. Sus pérdidas fueron al menos 1500 muertos, incluidos 240 prisioneros que luego fueron decapitados. Aunque él mismo escapó, la mayoría de los suliotes comandados por Kóstas Bótsaris  y los cretenses (incluido Dimitris Kourmoulis) fueron asesinados, y solo veinte hombres del batallón regular de unos 250 lograron escapar; Kallergis, hecho prisionero, fue torturado y liberado tras pagar un rescate. Otros líderes destacados desaparecieron, entre ellos Ioannis Notaras. De los veintiséis filohelenos que estaban comprometidos, solo sobrevivieron cuatro.
Las pérdidas otomanas fueron mínimas, pero el comandante de caballería murió y Kioutachis resultó levemente herido en la mano.
Una pequeña fuerza comandada por Church logró resistir durante tres semanas en El Pireo antes de verse obligada a retirarse, perdiendo así la cabeza de playa en el Ática. Sugirió que la guarnición de la Acrópolis se rindiera. Tras una larga negativa alegando que disponía de reservas de agua, víveres y municiones, finalmente cedió, argumentando que si no podía ser rescatada por 10 000 hombres comandados por dos héroes británicos, nunca podría serlo. El 5 de junio de 1827, los defensores de la Acrópolis capitularon, obteniendo permiso para unirse al campamento griego. El almirante francés Henri de Rigny fue nombrado garante de la aplicación de la convención de rendición; El general otomano tomó medidas para garantizar la seguridad de la guarnición y de los civiles, llegando incluso a ejecutar a dos de sus soldados que incitaron a sus camaradas a atacarlos. En general, se culpó a la guarnición por rendirse mientras estaba en posesión de provisiones. a diferencia de la de Mesolongi que había resistido hasta el final el año anterior: surgió una polémica y los distintos comandantes implicados intentaron trasladar a otros la responsabilidad de la rendición; Charles Nicolas Fabvier estuvo a punto de ser linchado en Poros, tras la publicación de un artículo acusatorio por parte de sus colegas griegos.
Surgió nuevamente el problema de qué estrategia adoptar. Se decidió, como había sugerido Gordon el año anterior, cortar las líneas de comunicación y suministro del ejército otomano. Thomas Cochrane intentó, pero sin éxito, atacar el puerto egipcio de Alejandría para bloquear los refuerzos que pudieran enviarse a Grecia. Luego, Frank Abney Hastings con su Kartería acosó a los barcos otomanos. Esto llevó a Ibrahim Pashá al límite y fue una de las causas de la batalla de Navarino.
Ambos comandantes, Cochrane y Church, fueron culpados por permanecer a bordo de los barcos y por elegir una estrategia de asalto directo. Se criticó la arrogancia de uno y la debilidad de decisión del otro. Habían sido contratados por el gobierno griego para unir las tropas y la marina bajo un solo mando. Tras el desastre de Falero, fueron un nuevo factor de división. La pérdida de prestigio de los comandantes británicos y la desaparición de líderes unificadores como Karaiskakis abrieron un nuevo período de anarquía en el campamento griego: Fabvier, jefe del ejército regular, habiendo regresado a su base en Metana, se negó a reconocer la autoridad de Church; algunos comandantes griegos lucharon por las fortalezas que aún estaban en sus manos, provocando más disturbios civiles. Afortunadamente para los griegos, la rivalidad entre el general egipcio Ibrahim Pasha y el comandante en jefe otomano Kioutachis impidió que este último atacara el Peloponeso, que había sido otorgado a Ibrahim.